# Chester (Dakota del Sur)
Chester es un lugar designado por el censo ubicado en el condado de Lake en el estado estadounidense de Dakota del Sur. En el Censo de 2010 tenía una población de 261 habitantes y una densidad poblacional de 123,5 personas por km².

## Geografía
Chester se encuentra ubicado en las coordenadas 43°53′59″N 96°55′40″O / 43.89972, -96.92778. Según la Oficina del Censo de los Estados Unidos, Chester tiene una superficie total de 2.11 km², de la cual 2.11 km² corresponden a tierra firme y (0%) 0 km² es agua.

## Demografía
Según el censo de 2010, había 261 personas residiendo en Chester. La densidad de población era de 123,5 hab./km². De los 261 habitantes, Chester estaba compuesto por el 98.47% blancos, el 0% eran afroamericanos, el 0% eran amerindios, el 0% eran asiáticos, el 0% eran isleños del Pacífico, el 0% eran de otras razas y el 1.53% pertenecían a dos o más razas. Del total de la población el 0% eran hispanos o latinos de cualquier raza.